# Burg Hollende

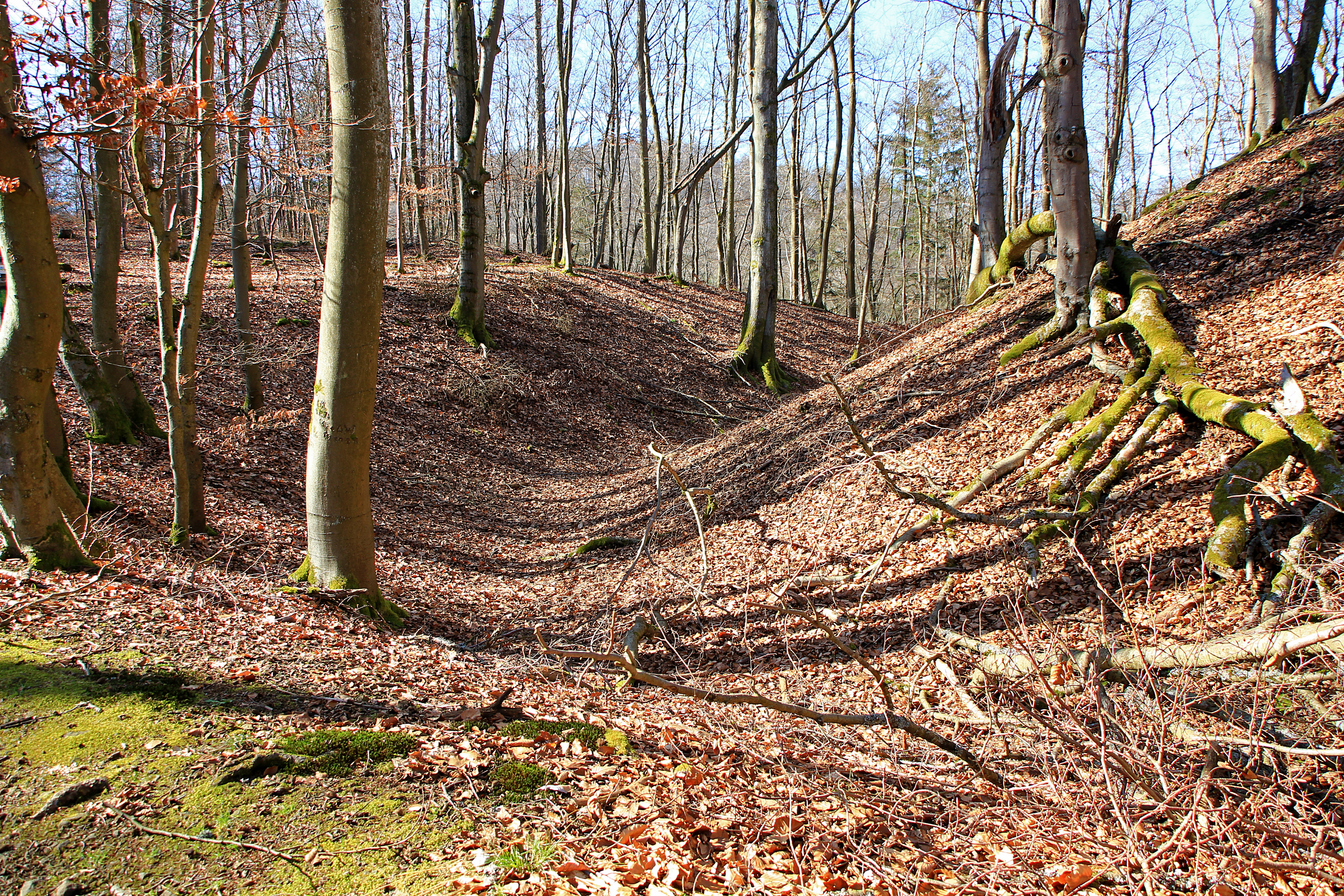
Wall und Graben der Südwestseite des Burghügels der Burg Hollende

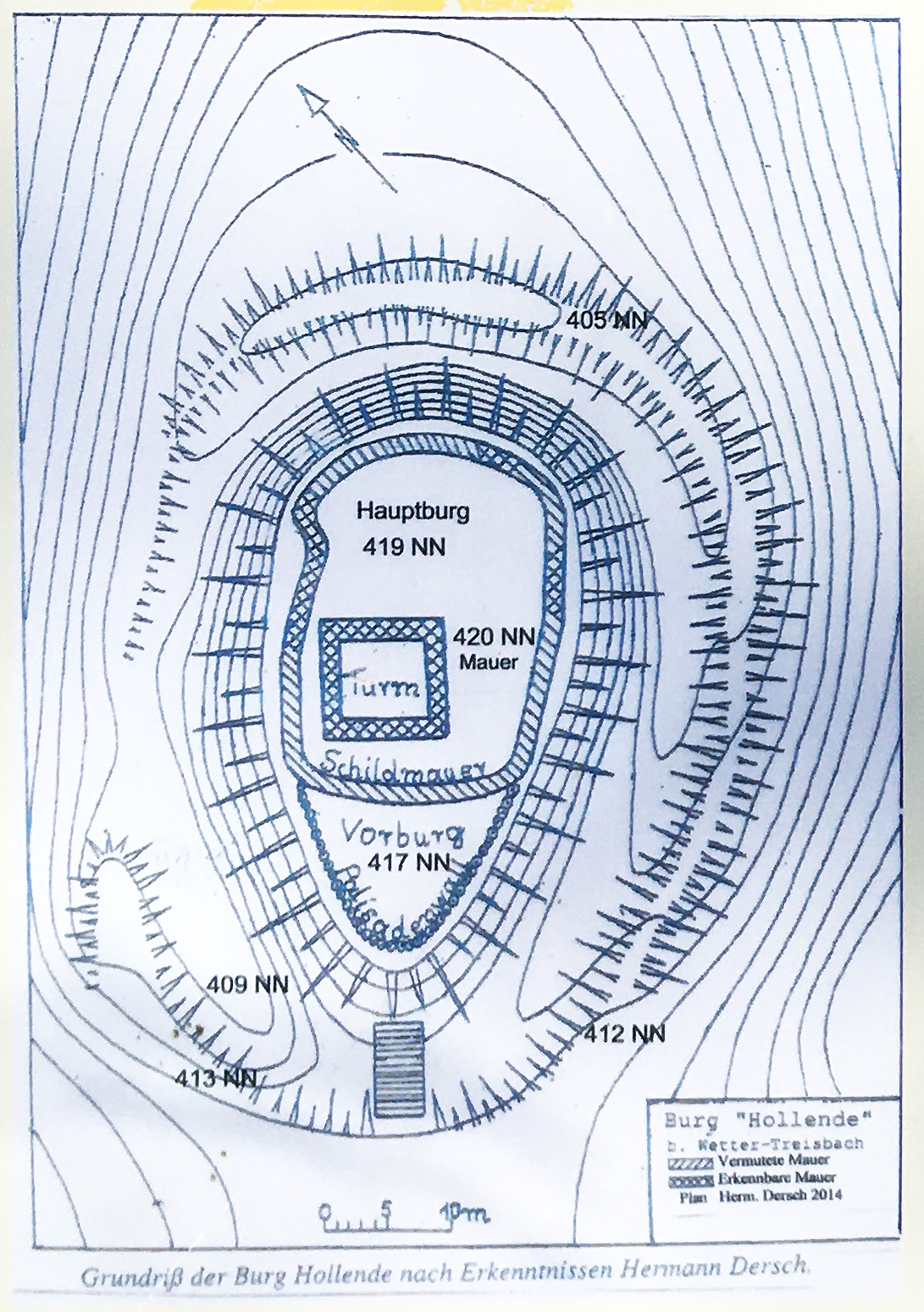
Grundriss des Burghügels

Die Burg Hollende, auch Hohenlinden genannt, ist die Ruine einer mittelalterlichen Höhenburg zwischen Warzenbach und Treisbach, Ortsteilen von Wetter nördlich von Marburg in Hessen. Sie wurde gelegentlich auch als Burg Hohenlinden bezeichnet.

## Lage
Die Burganlage liegt etwa drei Kilometer nordwestlich von Warzenbach und drei Kilometer südwestlich von Treisbach auf einem über dem Aubachtal nach Nordwesten vorspringenden kleinen Bergkopf. Nordwestlich der Burganlage befindet sich im Aubachtal die gleichnamige Wüstung Hollende, vermutlich ein zur Burg gehörendes ehemaliges Dorf.
Die Burg wurde schon vor der ersten Nennung der Gaugrafen Giso erbaut und stand auf Reichsgut. Die Gisonen waren wohl zunächst Amts- oder Titulargrafen ohne Allodialbesitz, die wie eine Anzahl anderer Edelfreien nach dem Aussterben der Konradiner in Hessen die Territorialverwaltung von den ottonischen und salischen Kaisern übertragen bekamen. Die Gisonen waren zunächst insbesondere beurkundet als Vögte des Kanonissenstifts Wetter. Ihren Stammsitz hatten sie auf der Hollende, die ihnen als Reichslehen übertragen war. 1008 wurde ein erster Graf Giso im Lahngau erwähnt. Giso I. war zeitweise auch Graf von Maden im Hessengau und hatte als solcher seinen Sitz auf der Obernburg in Gudensberg in Nordhessen.
Im Sommer 1073 fand Giso II. auf Hollende den Tod. Er hatte bei einem Komplott gegen den Herzog von Bayern, Otto von Northeim, eine unrühmliche Rolle gespielt, indem er durch einen gedungenen falschen Zeugen, Egeno von Konradsburg, Otto eines geplanten Mordes an König Heinrich IV. bezichtigen ließ. Otto war daraufhin von Heinrich mit der Reichsacht belegt, als Herzog abgesetzt und seiner sächsischen Hausgüter enteignet worden. Otto vergaß nicht, und als er 1073 zum zweiten Male gegen Heinrich rebellierte, drangen seine Gefolgsleute nach Hessen ein, eroberten die Burg Hollende und töteten Giso und seinen Mitverschwörer Adalbert von Schauenburg sowie dessen vier Söhne.
Im Jahre 1118, während des Streits zwischen Kaiser Heinrich V. und Erzbischof Adalbert I. von Mainz, trug Giso IV. die Burg Hollende, die bis dahin Reichsgut gewesen war, dem Erzbischof zu Lehen auf und erhielt sie von Mainz als Lehen zurück. Nach Gisos Tod 1122 fiel sie damit als erledigtes Lehen endgültig an Kurmainz. 1141–1170 war die Burg als Mainzer Lehen im Besitz des Grafen Poppo I. von Reichenbach († 1156) und danach seines Neffen Poppo II. († 1170).
1247, nach dem Tod von Heinrich Raspe IV., dem letzten Landgrafen von Thüringen aus dem Geschlecht der Ludowinger, kam es zu Auseinandersetzungen zwischen Sophie von Brabant und dem Mainzer Erzbischof Siegfried III. von Eppstein um die Anerkennung von Sophies Erbansprüchen für ihren minderjährigen Sohn Heinrich auf den landgräflichen Besitz in Hessen. Mit Heinrich Raspes Tod drohten viele diese Ländereien an Mainz zu fallen. Sophie forderte diese Güter ein und ließ alle Burgen belagern und zerstören, deren Herren ihr nicht huldigen wollten. In den folgenden Monaten, vermutlich 1248 wurde die Burg Hollende von Sophies Truppen dem Erdboden gleichgemacht. Ob dies auch für die Burg Weißenstein (bei Wehrda) gilt, ist fraglich.

## Anlage
Die Burg Hollende hatte eine abgerundete, rechteckig verlaufende Mauer von 2 m Dicke und umfasste ein Gebiet von 28 m × 22 m. Im Inneren war ein 10 m × 7,5 m messender Turm von 2,5 m Mauerstärke.